# Kill Rock Stars
Kill Rock Stars est un label indépendant américain, basé à Portland, Oregon. Il est spécialisé dans les groupes de rock indépendant et de punk rock tels que les groupes de riot grrrl Bikini Kill, Sleater-Kinney ou le compositeur Elliott Smith.

## Histoire
Le label est fondé en 1991 par Slim Moon et Tinuviel Sampson. Bien que la musique du label n'ait jamais reflété un genre particulier ou un mouvement musical underground, on peut dire qu'il est surtout connu pour avoir sorti le travail de divers groupes riot grrrl au milieu des années 1990, dont certains, en particulier Bikini Kill, suscitent beaucoup d'attention de la part de la presse. Parmi les autres sorties de Kill Rock Stars dans ce genre, citons les albums de Bratmobile, Huggy Bear, Heavens to Betsy et Excuse 17.
Le label poursuit sa tradition spoken word en publiant son premier LP studio de spoken word Big Broad de Juliana Luecking en 1995. C'est également l'année où Elliott Smith sort son album solo éponyme sur le label. Une autre étape importante est la sortie en 1997 du troisième album de Sleater-Kinney (et le premier sur Kill Rock Stars) Dig Me Out, qui attire l'attention de la presse nationale dans Spin et Rolling Stone.
En octobre 2006, Slim Moon, le propriétaire du label, annonce qu'il quittait Kill Rock Stars pour travailler en tant que représentant A&R chez Nonesuch Records, une filiale de Warner Music Group. L'épouse de Moon, Portia Sabin, reprend ensuite la propriété de Kill Rock Stars. En 2007, le label sort onze disques, dont New Moon, une collection de chansons enregistrées par Elliott Smith entre 1994 et 1997. Le label commence à diversifier davantage sa liste : depuis 2013, Kill Rock Stars publie des albums d'humoristes.
En septembre 2019, Kill Rock Stars publie un communiqué de presse annonçant le retour de Slim Moon à la direction du label après un hiatus de treize ans, ainsi que la signature du groupe MAITA de Portland ; le communiqué de presse décrivait la signature comme « à la fois le dernier acte de l'ancienne directrice du label Portia Sabin et la première initiative de Slim Moon dans son second mandat en tant que lumière directrice de KRS ».
En février 2022, il est annoncé que le label de musique indépendante Exceleration Music avait acquis le catalogue de Kill Rock Stars et formé un partenariat avec son fondateur, Slim Moon. Dans le cadre de cet accord, Moon continuerait à s'occuper de l'A&R et signerait et développerait activement de nouveaux artistes.

## Groupes notables
- The Advantage
- Amps for Christ (en)
- Bikini Kill
- Bratmobile
- Ryan Cassata
- The Casual Dots
- The Cribs
- The Decemberists
- Deerhoof
- Jad Fair
- Free Kitten
- Gossip
- Grass Widow
- Gravy Train!!!!
- Harvey Danger
- Heavens to Betsy
- Hella
- John Wilkes Booze
- Miranda July
- Kinski
- Kleenex/Liliput
- Mary Lou Lord
- The Mae Shi
- Mika Miko
- Nervous Cop
- the pAper chAse (en)
- Linda Perry
- Quasi
- The Raincoats
- Sleater-Kinney
- Elliott Smith
- Stereo Total
- Team Dresch
- TEKE::TEKE
- Thao and the Get Down Stay Down
- The Thermals
- Two Ton Boa
- Unwound
- Laura Veirs
- Xiu Xiu